# الحزب السعدي
الحزب السعدي أو حزب الهيئة السعدية هو حزب مصري أنشأه أحمد ماهر باشا
ومحمود فهمي النقراشي باشا منشقًا على حزب الوفد الذي كان تحت قيادة مصطفى النحاس باشا, قائلاً إن هذا الحزب هو حزب الليبرالية التي بدأها سعد زغلول، واتهم النحاس بالانحراف عن مبادئ سعد زغلول.

## أعضاء الحزب
- إبراهيم عبد الهادي